# Dąbrówka (gmina Luzino)
Dąbrówka (dodatkowa nazwa w j. kaszub. Dąbrówka) – wieś w Polsce położona w województwie pomorskim, w powiecie wejherowskim, w gminie Luzino.
Wieś leży na zachodnich obrzeżach Trójmiejskiego Parku Krajobrazowego. Wieś jest siedzibą sołectwa Dąbrówka, w którego skład wchodzi również Dąbrowski Młyn.
W miejscowości w latach 1963-2011 stacjonował 25 Dywizjon Rakietowy Obrony Powietrznej. W jego miejscu od 2013 r. funkcjonuje Muzeum Techniki Wojskowej GRYF.
Wieś szlachecka położona była w II połowie XVI wieku w powiecie puckim województwa pomorskiego. W latach 1975–1998 miejscowość należała administracyjnie do województwa gdańskiego.

## Muzea

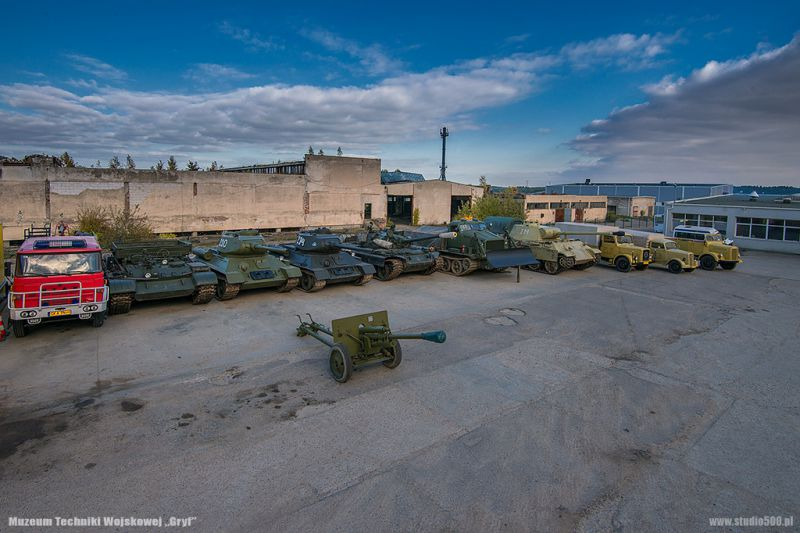
We wsi Dąbrówka swoją siedzibę ma Muzeum Techniki Wojskowej „GRYF”

- Muzeum Techniki Wojskowej „GRYF” na ul. ppłk. Ryszarda Lubowiedzkiego 2